# Laryngektomi
Laryngektomi innebär att struphuvudet helt eller delvis avlägsnas kirurgiskt.
Struphuvudcancer är en sjukdom som ungefär 140 svenskar drabbas av varje år. Den behandlingsform som främst används för att behandla sjukdomen är strålbehandling, men i de fall då cancern återkommer kan struphuvud och stämband behöva tas bort. Det kirurgiska ingrepp som då görs är en laryngektomi. Vid total laryngektomi avlägsnas hela struphuvudet samt viss vävnad som är belägen kring detta.